# Bomolocha dispunctalis
Bomolocha dispunctalis är en fjärilsart som beskrevs av Walker 1866. Bomolocha dispunctalis ingår i släktet Bomolocha och familjen nattflyn. Inga underarter finns listade i Catalogue of Life.